# Nicolò Fazzi
Nicolò Fazzi (Borgo a Mozzano, 2 marzo 1995) è un calciatore italiano, difensore del Gubbio.

## Caratteristiche tecniche
Fazzi è un calciatore duttile in grado di giocare da esterno di centrocampo, terzino e mezzala.

## Carriera

### Club
Cresce nelle giovanili della Fiorentina, che nell'estate del 2014 lo cede in prestito al Perugia, formazione neopromossa in Serie B; con gli umbri Fazzi nella sua prima stagione da professionista gioca 26 partite nel campionato di Serie B, nelle quali segna anche una rete (il 14 febbraio 2015, nel 2-0 casalingo contro il Modena) più una partita nei play-off e 3 partite in Coppa Italia. A fine anno fa ritorno alla Fiorentina, che per la stagione 2015-2016 lo cede in prestito alla Virtus Entella, sempre in Serie B; in questa sua seconda stagione da professionista il centrocampista toscano disputa in totale 12 partite, terminando però la stagione al Crotone, società in cui arriva sempre con la formula del prestito nel gennaio del 2016: con i calabresi gioca altre 2 partite in campionato, contribuendo quindi al raggiungimento del secondo posto in classifica e, quindi, alla promozione in Serie A dei rossoblu.
Nell'estate del 2016 il Crotone lo acquista a titolo definitivo dalla Fiorentina, tenendolo in rosa per la stagione 2016-2017; in questa annata Fazzi viene però impiegato poco frequentemente dal tecnico Davide Nicola: oltre ad una presenza da titolare nel mese di agosto in Coppa Italia, gioca infatti una sola partita (peraltro la sua prima in carriera) in Serie A, subentrando dalla panchina negli ultimi 6 minuti della partita persa per 1-0 contro il Bologna, nella prima giornata di campionato, il 21 agosto 2016.
Il 16 gennaio 2017 i calabresi lo cedono a titolo definitivo al Perugia, che solamente 3 giorni più tardi, il 19 gennaio, lo cede a sua volta a titolo definitivo all'Atalanta, che il giorno stesso lo cede poi in prestito allo stesso club umbro per un anno e mezzo, fino al termine della stagione 2017-2018. Il centrocampista conclude quindi la stagione 2016-2017 a Perugia, nel campionato di Serie B. La stagione successiva viene dato in prestito al Cesena mentre nel 2018-2019 è in prestito al Livorno. Nell'estate del 2019, l'Atalanta lo cede a titolo definitivo al Padova.
Il 26 gennaio 2021 viene ceduto a titolo definitivo alla Sambenedettese, club di Serie C.
Il 3 febbraio 2025 si è trasferito alla Ternana.

### Nazionale
Nel 2011 ha giocato 2 partite con l'Under-16, mentre nel biennio seguente ha giocato 9 partite in Under-17; successivamente tra il 2012 ed il 2013 ha giocato 7 partite in Under-18, mentre nei 2 anni successivi ha giocato 2 partite in Under-20. Il 12 agosto 2015 ha invece esordito in Under-21, subentrando dalla panchina negli ultimi 30 minuti della partita amichevole pareggiata per 0-0 sul campo dei pari età dell'Ungheria.

## Statistiche

### Presenze e reti nei club
Statistiche aggiornate al 2 giugno 2025.
| Stagione        | Squadra         | Campionato      | Campionato | Campionato | Coppe nazionali | Coppe nazionali | Coppe nazionali | Coppe continentali | Coppe continentali | Coppe continentali | Altre coppe | Altre coppe | Altre coppe | Totale | Totale |
| Stagione        | Squadra         | Comp            | Pres       | Reti       | Comp            | Pres            | Reti            | Comp               | Pres               | Reti               | Comp        | Pres        | Reti        | Pres   | Reti   |
| --------------- | --------------- | --------------- | ---------- | ---------- | --------------- | --------------- | --------------- | ------------------ | ------------------ | ------------------ | ----------- | ----------- | ----------- | ------ | ------ |
| 2013-2014       | Fiorentina      | A               | 0          | 0          | CI              | 0               | 0               | UEL                | 0                  | 0                  | -           | -           | -           | 0      | 0      |
| 2014-2015       | Perugia         | B               | 27+1       | 1+0        | CI              | 3               | 0               | -                  | -                  | -                  | -           | -           | -           | 31     | 1      |
| ago. 2015       | Fiorentina      | A               | 0          | 0          | CI              | -               | -               | -                  | -                  | -                  | -           | -           | -           | 0      | 0      |
| 2015-gen. 2016  | Virtus Entella  | B               | 12         | 0          | CI              | -               | -               | -                  | -                  | -                  | -           | -           | -           | 12     | 0      |
| gen.-giu. 2016  | Crotone         | B               | 2          | 0          | CI              | -               | -               | -                  | -                  | -                  | -           | -           | -           | 2      | 0      |
| 2016-gen. 2017  | Crotone         | A               | 1          | 0          | CI              | 1               | 0               | -                  | -                  | -                  | -           | -           | -           | 2      | 0      |
| Totale Crotone  | Totale Crotone  | Totale Crotone  | 3          | 0          |                 | 1               | 0               |                    | -                  | -                  |             | -           | -           | 4      | 0      |
| gen.-giu. 2017  | Perugia         | B               | 8          | 0          | CI              | -               | -               | -                  | -                  | -                  | -           | -           | -           | 8      | 0      |
| Totale Perugia  | Totale Perugia  | Totale Perugia  | 35+1       | 1          |                 | 3               | 0               |                    | -                  | -                  |             | -           | -           | 39     | 1      |
| 2017-2018       | Cesena          | B               | 33         | 1          | CI              | 1               | 0               | -                  | -                  | -                  | -           | -           | -           | 34     | 1      |
| ago. 2018       | Atalanta        | A               | -          | -          | CI              | -               | -               | UEL                | -                  | -                  | -           | -           | -           | 0      | 0      |
| set. 2018-2019  | Livorno         | B               | 17         | 0          | CI              | -               | -               | -                  | -                  | -                  | -           | -           | -           | 17     | 0      |
| 2019-2020       | Padova          | C               | 20+2       | 1+0        | CI+CI-C         | -               | -               | -                  | -                  | -                  | -           | -           | -           | 22     | 1      |
| 2020-gen. 2021  | Padova          | C               | 9          | 0          | CI              | 1               | 0               | -                  | -                  | -                  | -           | -           | -           | 10     | 0      |
| Totale Padova   | Totale Padova   | Totale Padova   | 29+2       | 1          |                 | 1               | 0               |                    | -                  | -                  |             | -           | -           | 32     | 1      |
| gen.-giu. 2021  | Sambenedettese  | C               | 18+1       | 1+0        | CI              | -               | -               | -                  | -                  | -                  | -           | -           | -           | 19     | 1      |
| 2021-2022       | Messina         | C               | 27         | 0          | CI-C            | -               | -               | -                  | -                  | -                  | -           | -           | -           | 27     | 0      |
| 2022-gen. 2023  | Messina         | C               | 12         | 1          | CI-C            | 1               | 0               | -                  | -                  | -                  | -           | -           | -           | 13     | 1      |
| Totale Messina  | Totale Messina  | Totale Messina  | 39         | 1          |                 | 1               | 0               |                    | -                  | -                  |             | -           | -           | 40     | 1      |
| gen.-giu. 2023  | Mantova         | C               | 11+2       | 0          | CI-C            | -               | -               | -                  | -                  | -                  | -           | -           | -           | 13     | 0      |
| 2023-2024       | Lucchese        | C               | 10         | 0          | CI-C            | 1               | 0               | -                  | -                  | -                  | -           | -           | -           | 11     | 0      |
| 2024-feb. 2025  | Lucchese        | C               | 18         | 0          | CI-C            | 1               | 0               | -                  | -                  | -                  | -           | -           | -           | 19     | 0      |
| Totale Lucchese | Totale Lucchese | Totale Lucchese | 28         | 0          |                 | 2               | 0               |                    | -                  | -                  |             | -           | -           | 30     | 0      |
| feb.-giu. 2025  | Ternana         | C               | 5+4        | 0          | CI-C            | -               | -               | -                  | -                  | -                  | -           | -           | -           | 9      | 0      |
| Totale carriera | Totale carriera | Totale carriera | 230+10     | 5          |                 | 9               | 0               |                    | -                  | -                  |             | -           | -           | 249    | 5      |

### Cronologia presenze e reti in nazionale
| Cronologia completa delle presenze e delle reti in nazionale ― Italia under 21 | Cronologia completa delle presenze e delle reti in nazionale ― Italia under 21 | Cronologia completa delle presenze e delle reti in nazionale ― Italia under 21 | Cronologia completa delle presenze e delle reti in nazionale ― Italia under 21 | Cronologia completa delle presenze e delle reti in nazionale ― Italia under 21 | Cronologia completa delle presenze e delle reti in nazionale ― Italia under 21 | Cronologia completa delle presenze e delle reti in nazionale ― Italia under 21 | Cronologia completa delle presenze e delle reti in nazionale ― Italia under 21 |
| Data                                                                           | Città                                                                          | In casa                                                                        | Risultato                                                                      | Ospiti                                                                         | Competizione                                                                   | Reti                                                                           | Note                                                                           |
| ------------------------------------------------------------------------------ | ------------------------------------------------------------------------------ | ------------------------------------------------------------------------------ | ------------------------------------------------------------------------------ | ------------------------------------------------------------------------------ | ------------------------------------------------------------------------------ | ------------------------------------------------------------------------------ | ------------------------------------------------------------------------------ |
| 12-8-2015                                                                      | Telki                                                                          | Ungheria under 21                                                              | 0 – 0                                                                          | Italia under 21                                                                | Amichevole                                                                     | -                                                                              | 60’                                                                            |
| Totale                                                                         |                                                                                | Presenze                                                                       | 1                                                                              |                                                                                | Reti                                                                           | 0                                                                              |                                                                                |